# Gothia Towers
El Gothia Towers Hotel es un complejo de tres rascacielos ubicado en la calle Mässans de la ciudad de Gotemburgo (Suecia). Lo componen los edificios East Tower, Crown Tower y West Tower, finalizados en 2001 y 2014. Es el hotel más grande de los países nórdicos. Hace parte del Centro de Congresos y Exposiciones de Suecia, tiene 1200 habitaciones y once suites, así como diversos restaurantes, bares y sitios de exposiciones y espectáculos. La East Tower mide 100 m y es el edificio más alto en Gotemburgo y el 12° más alto de Suecia.

## Construcción y diseño
La Gothia East Tower, de 100 m y 29 pisos, se inauguró en 2014. La Crown Tower, de 82 m y 25 pisos, en 2014. La Gothia West Tower se construyó en 2001. Son respectivamente el primer, el segundo y el quinto edificios más altos de Gotemburgo.
Fueron diseñadas en estilo moderno por el estudio de arquitectura sueco White, que ha diseñado otros edificios icónicos en Escandinavia como los rascacielos Oslo Plaza y Kista Science Tower, el museo Bildmuseet y el estadio Tele2 Arena. El complejo está alimentado por energía eólica.

## Instalaciones
En 2014 se inauguró el Upper House en la segunda torre, un hotel de cinco estrellas dentro del hotel. Upper House tiene un restaurante y un spa de 3 pisos con una piscina al aire libre con fondo de cristal en la planta 19. También inaugurado en 2014, fue el sitio de espectáculos The Theatre. El sitio cuenta a su vez con The Gallery, un espacio de exposiciones artísticas.

### Heaven 23
Heaven 23 es un bar y restaurante ubicado en el piso 23. Se abrió en conexión con la Crown Tower. El restaurante y el bar tienen un total de 178 asientos en el restaurante y el bar.

## Galería

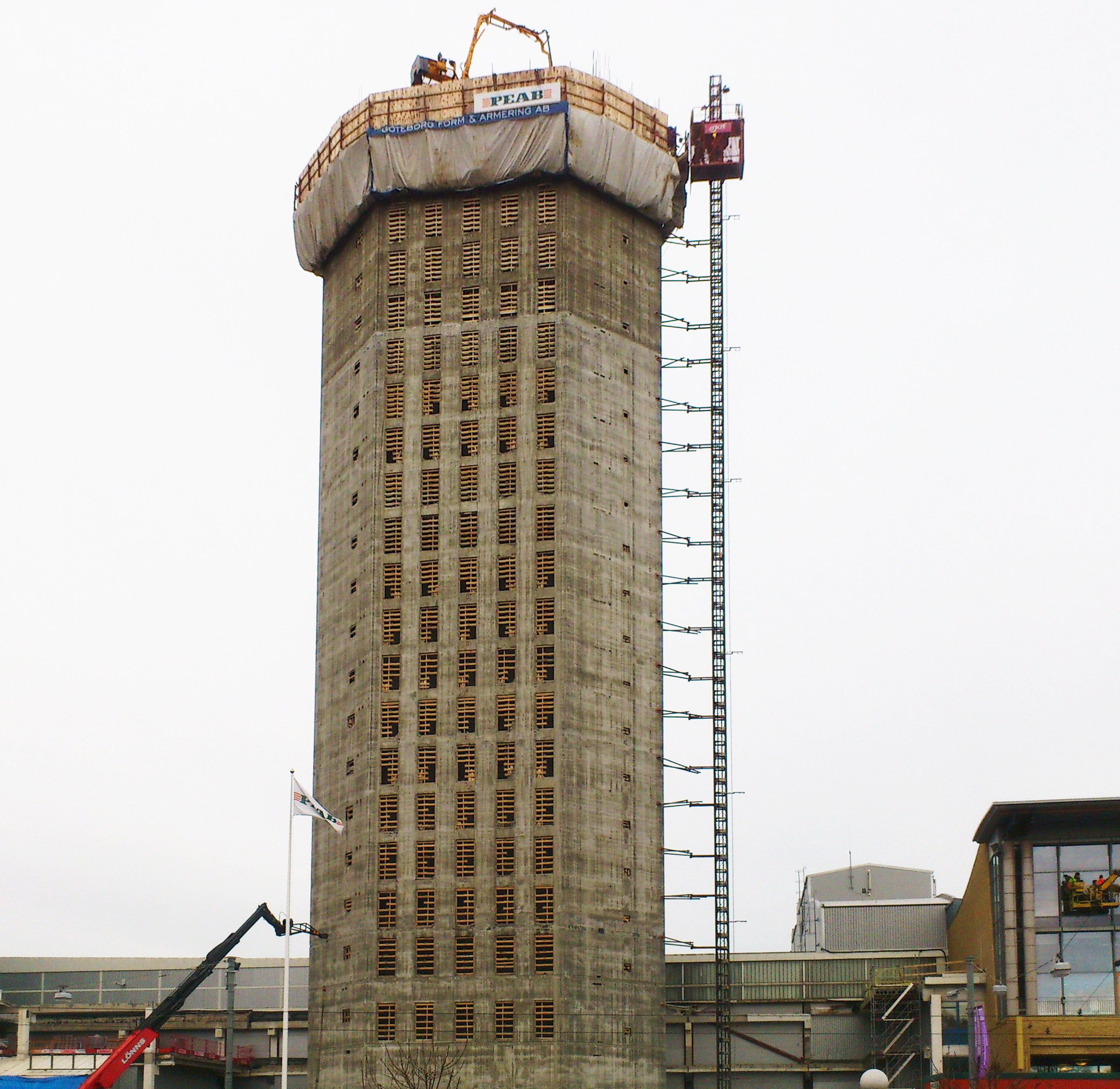
Construcción de la East Tower
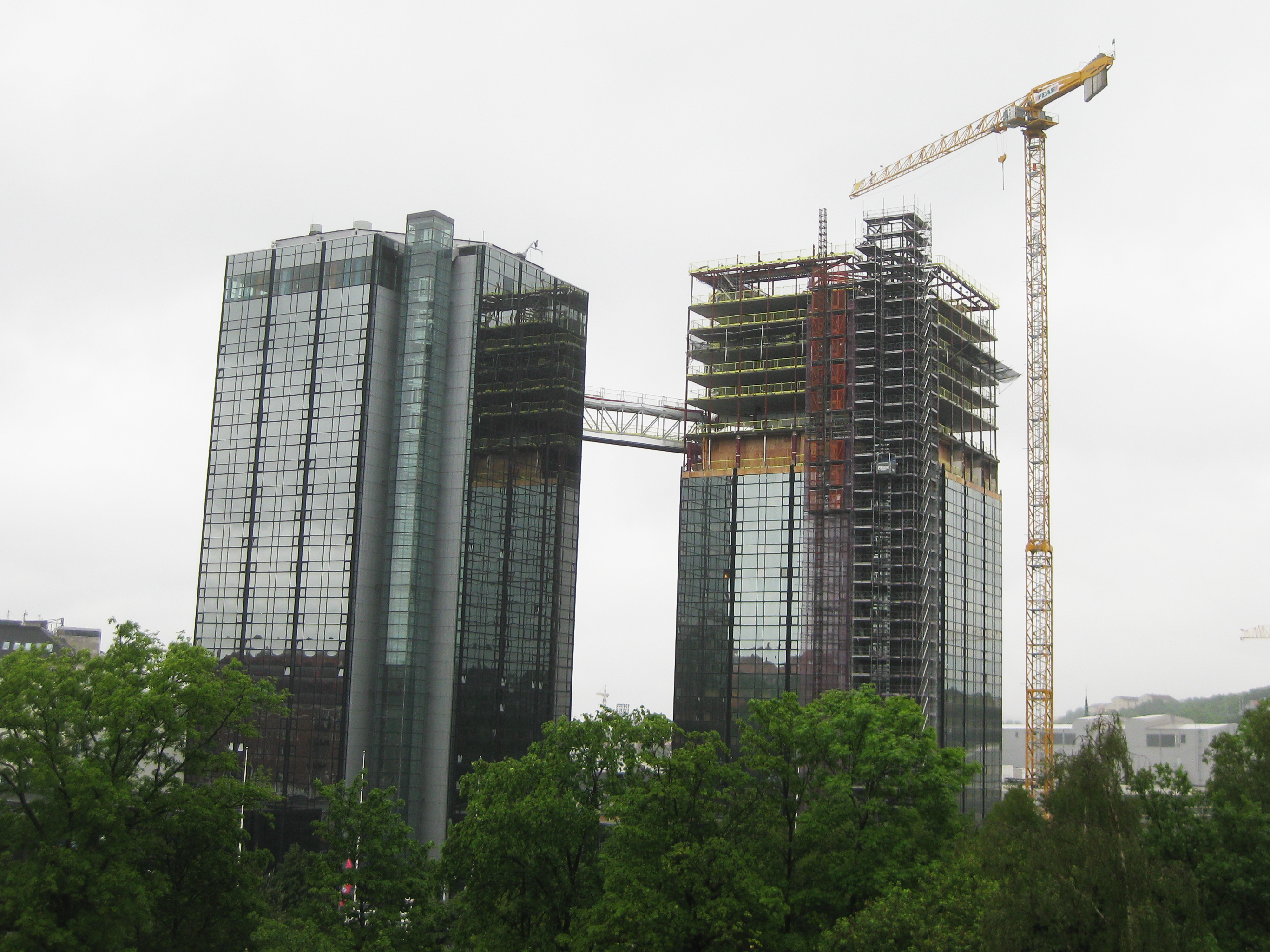
En 2012
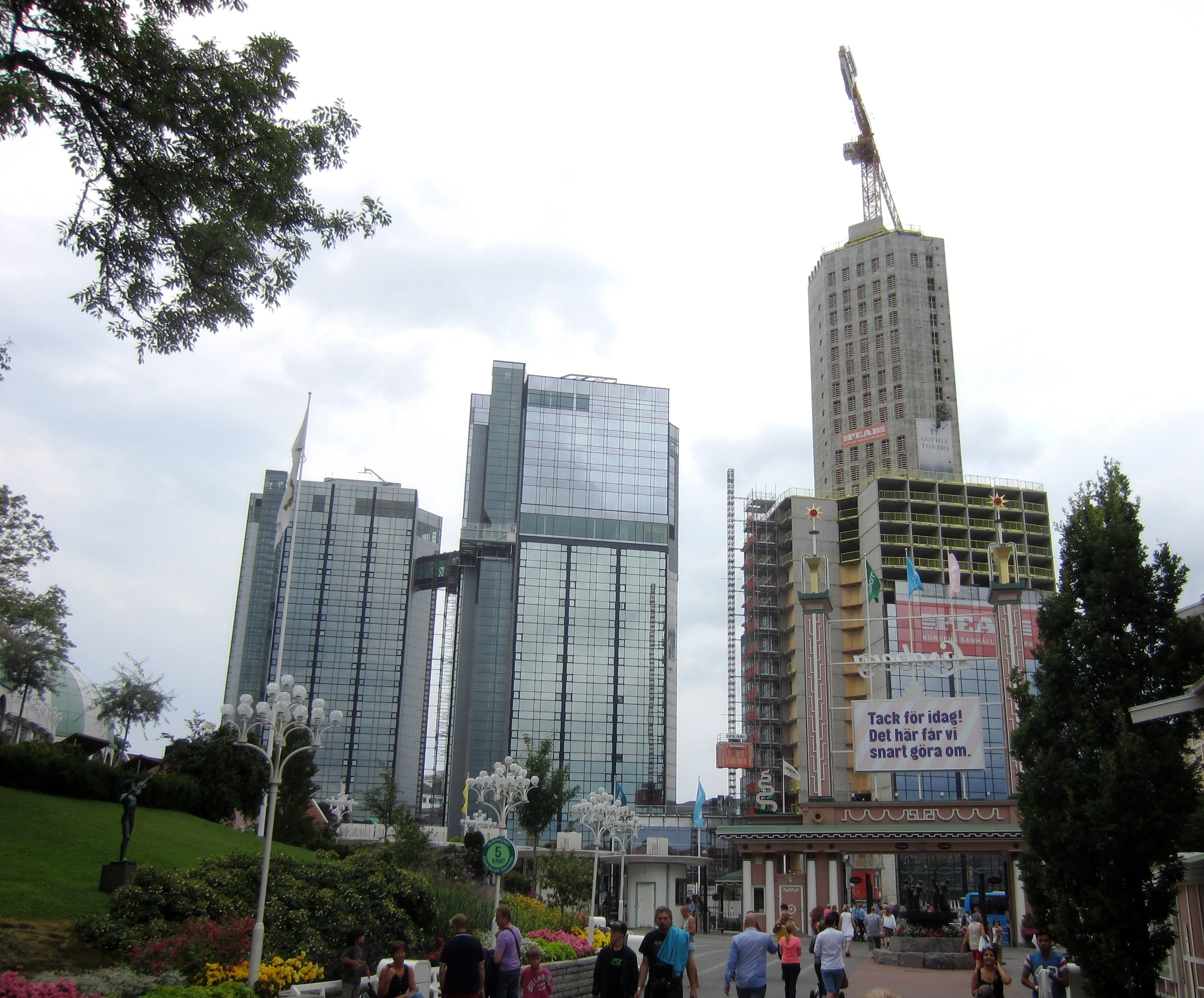
Construcción de la East Tower en 2013
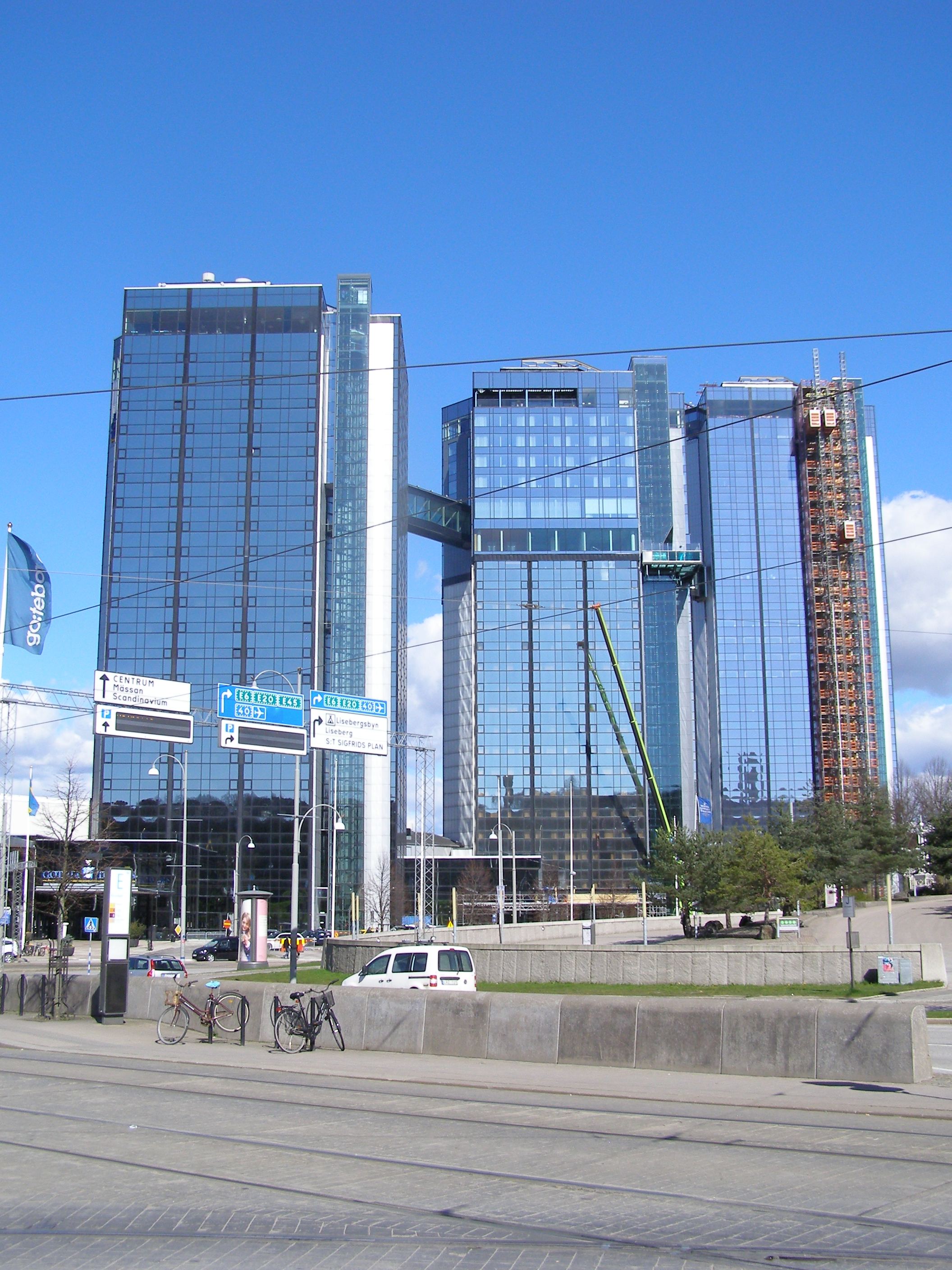
Construcción de la East Tower en 2014
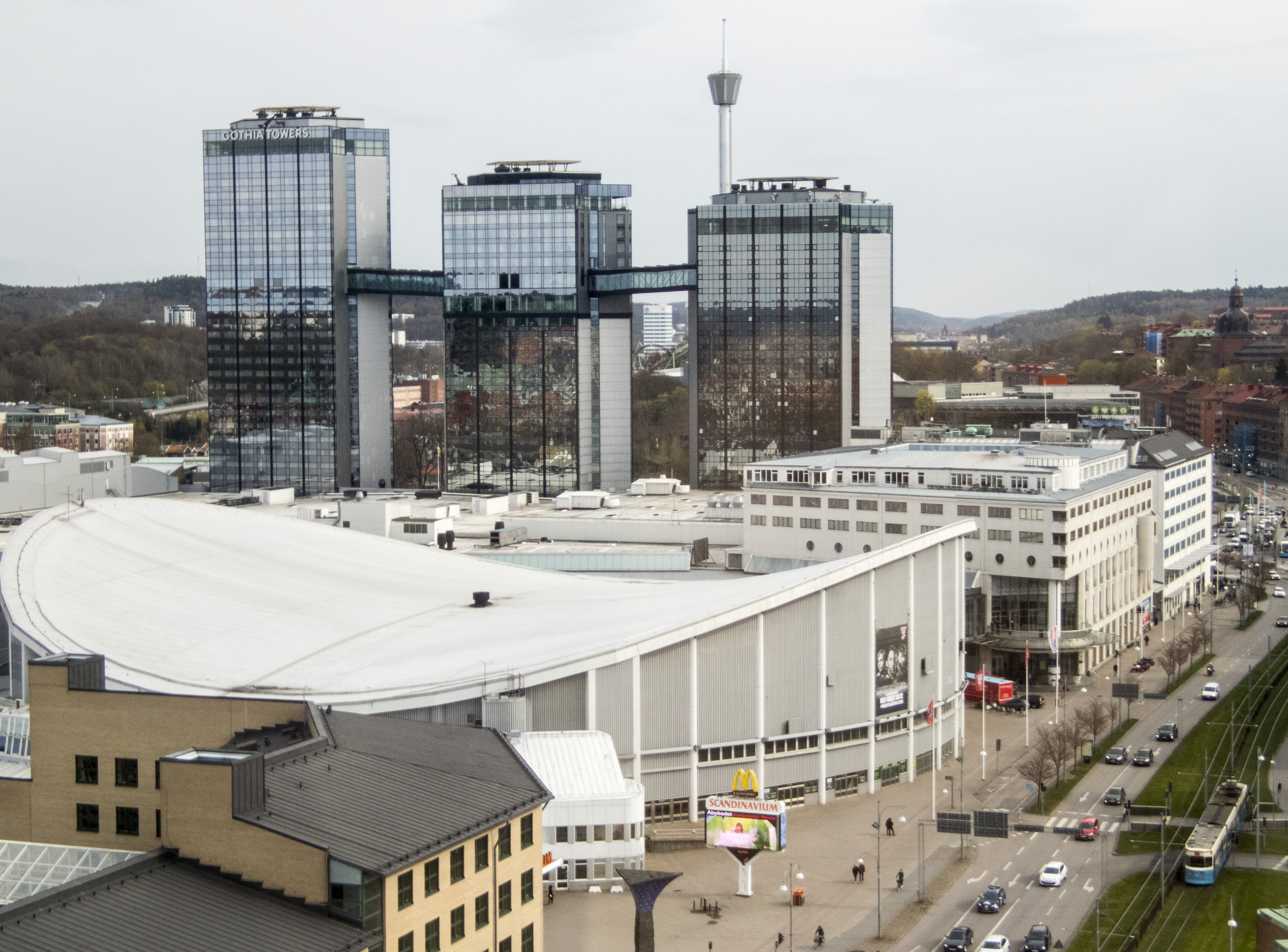
En 2016, con el Scandinavium
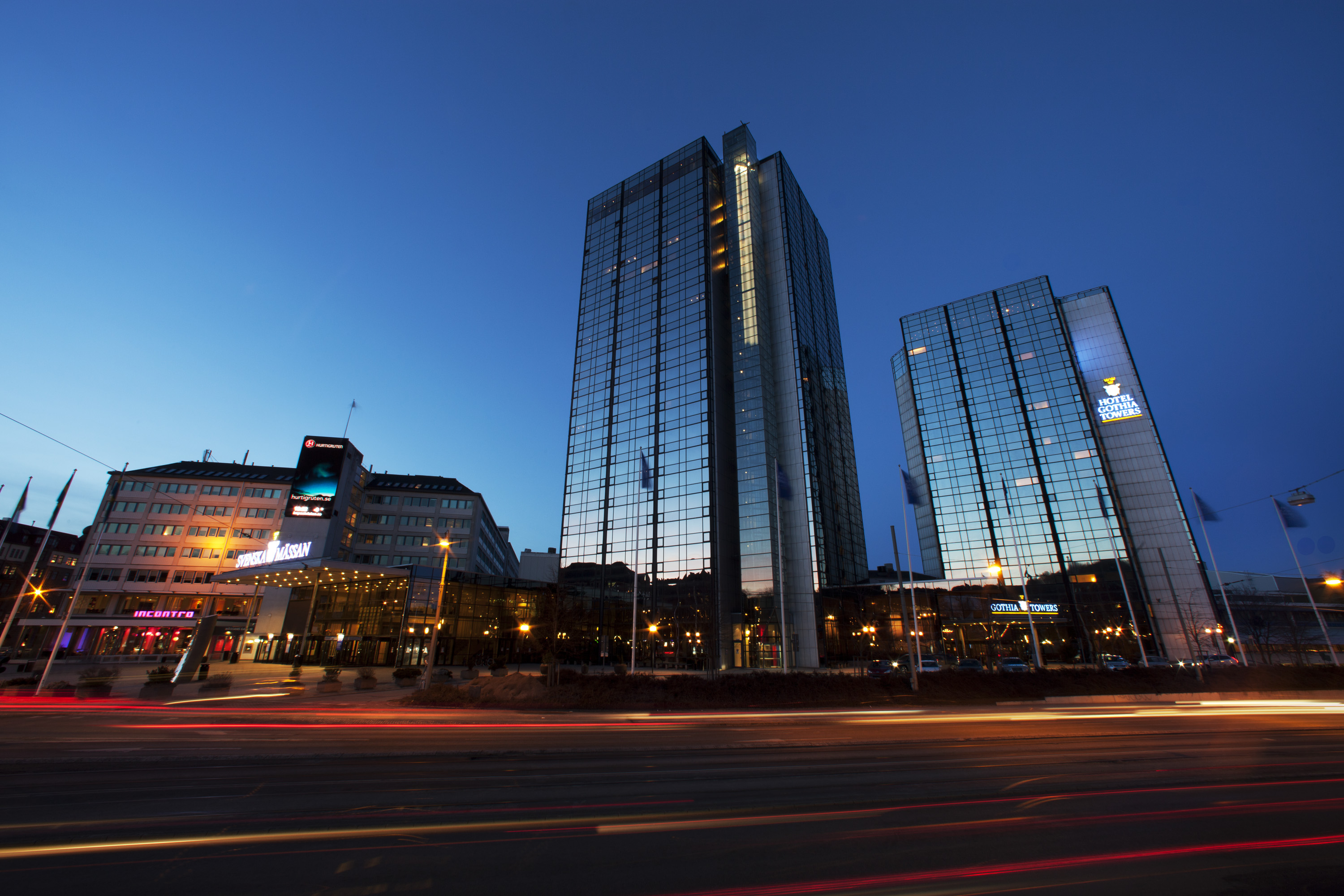
Vista nocturna
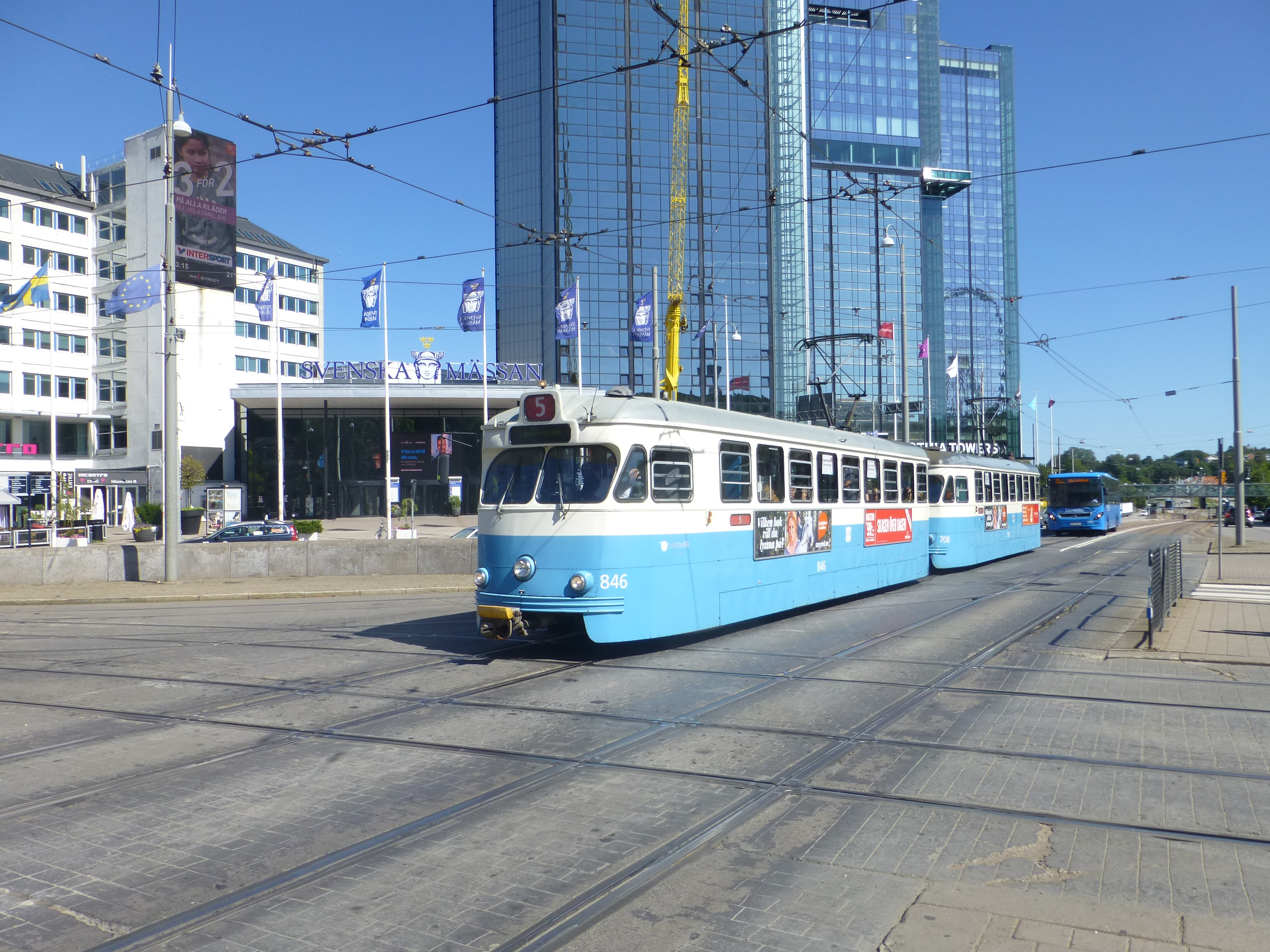
Tranvía pasando frente al complejo